# Gunung (Tiga Binanga)
Gunung is een bestuurslaag in het regentschap Karo van de provincie Noord-Sumatra, Indonesië. Gunung telt 792 inwoners (volkstelling 2010).